# Erik Säll
Erik Säll, född 23 december 1890 i Hassela församling i Gävleborgs län, död 24 oktober 1936 i Vänersborg i Älvsborgs län, var en svensk jurist.
Säll blev student vid Uppsala universitet 1908, juris kandidat där 1915 och filosofie kandidat 1918. År 1922 blev han tillförordnad fiskal i Svea hovrätt och 1926 assessor där. År 1930 erhöll Säll tillförordnade som särskild vattenrättssdomare i Västerbygdens vattendomstol, baserad i Vänersborg. Säll utsågs till den första presidenten i Hovrätten för Övre Norrland men avled i sjukdom innan han hunnit tillträda sitt ämbete.